# HORIZON (清春の曲)
「HORIZON」(ホライゾン) は、日本のアーティスト、清春の3rdシングルとして発売。

## 概要
- 「HORIZON」のPVを収録したDVD付。
- 初回プレス分は今作、アルバム『MELLOW』W購入キャンペーンの応募チケット封入。
- テレビ朝日系「ビートたけしのTVタックル」エンディングテーマ曲

## 収録曲
| 全作曲: 清春。 |                                                    |            |            |              |      |
| #              | タイトル                                           | 作詞       | 作曲・編曲 | 編曲         | 時間 |
| 1.             | 「HORIZON」                                        | 清春       | 清春       | 清春/三代堅  | 5:42 |
| 2.             | 「BLACK TOYS ILLUSION」                            | 清春       | 清春       | 三代堅、清春 | 4:03 |
| 3.             | 「Limited.」(山口紗弥加へ提供した曲のセルフカバー) | 山口紗弥加 | 清春       | 三代堅、清春 | 4:38 |
| 合計時間:      | 合計時間:                                          | 合計時間:  | 合計時間:  | 14:23        |      |

| #  | タイトル          | 作詞 | 作曲・編曲 |
| -- | ----------------- | ---- | ---------- |
| 1. | 「「HORIZON」PV」 |      |            |